# جیک سیگل
جیک سیگل (انگلیسی: Jake Siegel؛ زادهٔ ) یک هنرپیشه اهل ایالات متحده آمریکا است.